# Les Fontenelles
Les Fontenelles è un comune francese di 691 abitanti situato nel dipartimento del Doubs nella regione della Borgogna-Franca Contea.

## Società

### Evoluzione demografica
Abitanti censiti